# 哀の極
『哀の極/哀之極/哀の極み』（かなしみのきわみ/あいのきわみ）は、お雇い外国人の作曲家であったフランツ・エッケルトが作曲した葬送行進曲。1989年（平成元年）2月24日の昭和天皇の大喪の礼の際に演奏されて話題になったが、曲に関しては何かと誤り伝えられていることも多い。

## 概要
最初に、昭和天皇の大喪の礼前日の朝日新聞中の、『哀の極』について書かれた記事を掲載する。
昭和天皇の大喪の礼において、隊長として二重橋交差点で海上自衛隊東京音楽隊を率いて『哀の極』を指揮した経験を持つ吹奏楽研究家の谷村政次郎によれば、作曲の経緯と初演奏は記事の通りで、1897年（明治30年）2月に英照皇太后の崩御に際してエッケルトによって作曲され、大喪儀において初めて演奏された。しかし、朝日新聞の記事中にあるような「大喪においてのみ演奏されるようになった」というくだりに関しては厳密には誤りであり、後述の「海軍儀制曲」では使用用途を「大喪儀及皇族の御葬儀」と定めており、規定上は大喪以外でも使用可能であった。また、1910年（明治43年）5月29日に開かれた日比谷公園野外音楽堂で行われた富澤学好学長の陸軍戸山学校軍楽隊による公園奏楽で、1910年5月6日に崩御したイギリス国王エドワード7世の追悼のために演奏している。当時のプログラムは以下のとおりであった。
第一部
- 行進曲『プッペンヒー（ドイツ語版）』（バイアー）
- 序曲『グスターブ（英語版）』（オーベール）
- 歌劇『ロシア皇帝と大工（英語版）』抜粋曲（ロルツィング）
- 円舞曲『蒼き海の色』（ミロッケール）
- 番外『哀の極み』エドワード7世を悼みまつりて（エッケルト）
- 長唄『隈取安宅の松』（富士田吉治、藤間勘左衛門）

第二部
- 歌劇『エクスラルモンド（英語版）』幻想曲（マスネ）
- 喜歌劇『舞踏の夢』抜粋曲（O. シュトラウス）
- ツーステップ『テッディー熊のピクニック（英語版）』（ブラットン（英語版））

さらに、警視庁音楽隊創設50周年を記念して1973年に日比谷公会堂で録音した音源を収録したレコードが存在しており、この公園奏楽での演奏と録音用演奏と昭和天皇の大喪の礼を含めると、確かな記録上では2013年現在で都合7回演奏されたこととなる。総譜には作曲の目的から「該曲ハ平常猥リニ吹奏ヲ厳禁ス (妄りに演奏してはならない)」との注意書きが記され、練習の際には楽器を使わず、楽譜を黙読しながらエア・ギターさながらに指を動かして練習していた。
その総譜に関しても、朝日新聞の記事では「楽譜は一部しかなく」、日本陸軍から警視庁に移されたものが辛うじて現存し、「解読して復元した」とあるが、これについても谷村は日本海軍から海上自衛隊東京音楽隊に移されて保管されている「海軍儀制曲」の総譜の中に『哀の極』があり、「来るべき日のために楽譜は準備されて」いたと指摘している。「海軍儀制曲」とは1912年（大正元年）8月9日付で当時の海軍大臣斎藤実から関係部署に通達が出されたもので10曲あり、『哀の極』は『君が代』、『海ゆかば（東儀季芳）』などに続いて儀制曲第6号として制定されている。第二次世界大戦後の1957年（昭和32年）に東京音楽隊から海上幕僚長長澤浩に提出された、「海軍儀制曲」をモデルとした海上自衛隊儀礼曲制定に関する上申書の中でも、『哀の極』は儀礼曲第6号として「大葬儀及皇族の葬儀の場合」に使用する楽曲として含まれていた。もっとも、海上自衛隊儀礼曲は1961年（昭和36年）に最終決定されたが、『哀の極』は選から漏れた。谷村の説明を総合すると、『哀の極』の総譜は日本陸軍の系統と日本海軍の系統でそれぞれ保管されており、朝日新聞その他のマスコミは日本陸軍系統で保管されていた楽譜についてのみ注目していて舞い上がっていただけということになる。曲の性格上「この曲を実際に演奏した者は極めて少な」く、谷村は昭和天皇の大喪の礼で『哀の極』の指揮をとれたことに関して「音楽隊長として最高の名誉であった」と自著で回想している。
曲名の読み方については、日本陸軍では「かなしみのきわみ」、日本海軍では「あいのきわみ」と呼んでいた。朝日新聞の記事は陸軍式の読み方を踏襲している。